# Вили Кюне
Вилхелм Кюне (на немски: Wilhelm Kühne) е германски физиолог.

## Биография
Роден е на 28 март 1837 година в Хамбург, Германия. Завършва гимназия в Люнебург, след което заминава да следва в Университета в Гьотинген. Негов научен ръководител по химия е Фридрих Вьолер, а по физиология Рудолф Вагнер. През 1856 г. завършва следването си.
През 1863 г. ръководи химичното отделение на лабораторията по патология в Берлин. С помощта на Рудолф Вирхов през 1968 г. Кюне получава научната степен професор по физиология в Амстердам. През 1871 г. е избран да наследи Херман фон Хелмхолц за същата длъжност в Хайделберг, където и умира на 10 юни 1900 г.

## Научни изследвания
Изследванията на Кюне са основно върху нервите и мускулите, с които се занимава в по-ранните години от живота си, по-късно се насочва към химия на храненето, върху която прави проучвания заедно с Вирхов в Берлин. Занимава се и с изследвания върху промените в ретината под действието на светлина.
Вилхелм Кюне въвежда термина ензим.